# Ricardo Lagos
Ricardo Froilán Lagos Escobar (ur. 2 marca 1938 w Santiago) – chilijski ekonomista, prawnik, polityk Socjalistycznej Partii Chile. W latach 2000–2006 pełnił funkcję prezydenta Chile.

## Wczesne lata
Był jedynym dzieckiem rolnika Froilána Lagos Sepúlvedy (który zmarł, gdy Ricardo miał osiem lat) i Emmy Escobar Morales (zmarła w 2005, w wieku 108 lat). Uczęszczał do Liceum Manuela de Salas i prestiżowego Instytutu Narodowego w Santiago. W 1956 wstąpił na Wydział Prawa Uniwersytetu Chilijskiego w Santiago. Tam też stawiał pierwsze kroki w polityce – został wybrany przewodniczącym parlamentu studentów. Studia ukończył w 1960.

## Kariera akademicka i dyplomatyczna
Lagos obronił doktorat na Uniwersytecie Duke’a w Stanach Zjednoczonych, gdzie studiował w latach 1960–1962. Pracował później jako profesor wizytujący na Uniwersytecie Karoliny Północnej w Chapel Hill. Do Chile wrócił w 1965 i podjął pracę w Instytucie Ekonomii Uniwersytetu Chile. W 1967 został dyrektorem Szkoły Nauk Politycznych i Administracyjnych, które to stanowisko zajmował do 1969, kiedy to został sekretarzem generalnym Uniwersytetu Chilijskiego. Jednocześnie pracował jako profesor uniwersyteckiej Szkoły Prawa oraz w latach 1971–1972 dyrektor Instytutu Ekonomii.
W latach 70. deklarował się jako niezależny na lewicy i opuścił Partię Radykalną, do której wstąpił w 1961, jeszcze gdy popierała ona rząd Arturo Alessandriego. Nie mając doświadczenia dyplomatycznego, został ambasadorem przy ONZ. Po puczu w 1973 udał się na emigrację do Argentyny, gdzie był sekretarzem generalnym Latynoamerykańskiego Instytutu Nauk Społecznych. Przez rok był profesorem wizytującym Uniwersytetu Karoliny Północnej w Chapel Hill. W 1975 był konsultantem Programu Rozwoju ONZ. Powrócił do Chile w 1978 i objął posadę w Regionalnym Programie na rzecz Zatrudnienia ONZ. W tym okresie był doradcą wszystkich rządów południowoamerykańskich w kwestii zatrudnienia.

## Kariera polityczna
W latach 80. odegrał ważną rolę w walce o przywrócenie demokracji w Chile. Był jednym z liderów Socjalistycznej Partii Chile. Był też szefem Sojuszu Demokratycznego grupującego partie opozycyjne wobec rządów junty. W 1983 opuścił stanowisko pracownika cywilnego ONZ. W 1987 był przewodniczącym Komitetu Lewicy na rzecz Wolnych Wyborów. Wzywał wówczas Chilijczyków do głosowania na „nie” w mającym nastąpić rok później plebiscycie na temat przedłużenia prezydentury Augusto Pinocheta. Zasłynął wówczas telewizyjnym wystąpieniem, w którym – kierując palec wskazujący w kierunku kamery – skierował ostre słowa pod adresem Pinocheta. Po klęsce Pinocheta w referendum nie kandydował w wyborach prezydenckich w 1989, udzielił jednak poparcia Patricio Aylwinowi i bezskutecznie ubiegał się o fotel senatora z okręgu Santiago Zachód. W 1990 został ministrem edukacji, gdzie zasłużył się działając na rzecz powszechniejszego dostępu do edukacji. W 1994 został ministrem robót publicznych. W 1999 złożył ten urząd, przygotowując się do kampanii prezydenckiej. W grudniu pokonał kandydata prawicy jedynie 30 000 głosów. Z większością 51% głosów został nowym prezydentem Chile. Zaprzysiężenie nastąpiło 11 marca 2000 roku.

## Prezydentura
Jako prezydent Lagos zdobył dużą popularność społeczną sięgającą 60–70%. Symbolicznym gestem było otwarcie drzwi pałacu La Moneda, zamkniętego dla publiczności od puczu w 1973. Były to jednak czasy napięć w stosunkach z innymi krajami regionu. Podpisano porozumienia o wolnym handlu z Unią Europejską, Stanami Zjednoczonymi, Koreą Południową, Chinami, Nową Zelandią, Brunei i Singapurem. Chile jako ostatni kraj Ameryki Południowej zalegalizowało rozwody (2004), wypłacono odszkodowania ofiarom tortur z czasów rządów Pinocheta. Wprowadzono umiarkowane osłony socjalne i obowiązkową edukacje do 12 roku życia. Za jego kadencji definitywnie zniesiono karę śmierci za przestępstwa natury kryminalnej (w praktyce egzekucje nie były wykonywane od połowy lat 80.). Lagos był pierwszym agnostykiem obejmującym urząd prezydenta Chile, który opuścił 11 marca 2006, zostawiając go w rękach pierwszej kobiety wybranej na ten najwyższy urząd w państwie.
5 kwietnia 2002 został odznaczony Krzyżem Wielkim Orderu Zasługi Rzeczypospolitej Polskiej, a w 2004 chorwackim Wielkim Orderem Króla Tomisława.